# Ефимов, Станислав Валерьевич
Станисла́в Вале́рьевич Ефи́мов (9 августа 1993 года, Москва) — российский футболист, выступающий за финский клуб «ЕИФ».

## Биография
Воспитанник московской спортшколы «Смена». На профессиональном уровне дебютировал в составе «Локомотива-2». Затем выступал за другие коллективы ПФЛ и ФНЛ. В 2016 году числился в составе латвийской «Риги», но за основной состав не выступал.
В 2018 году переехал в Армению. В Первом дивизионе за 26 игр первенства забил 46 голов за «Ереван» и помог команде оформить путевку в элиту. Летом 2019 года подписал контракт с «Пюником», за который вскоре дебютировал в еврокубках.

## Достижения
- Победитель зоны «Запад» первенства ПФЛ России: 2015/16.
- Победитель и лучший бомбардир первой лиги Армении: 2018/19.